# イタリック体

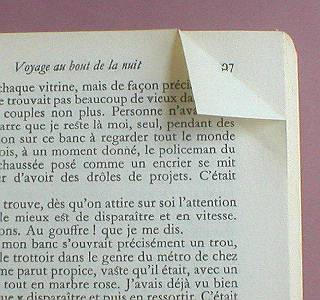
ページの最上部にイタリック体で題名を記した書籍。現代では本文で用いられることは少なく、この書籍でも本文には立体を用いている。

イタリック体（イタリックたい、英: italic type）は、アルファベットの書体の一つである。筆記体 (cursive)に似た字形を持つ（特に小文字）。
ほとんどの場合に上部が右に傾いているので、しばしば斜体と混同ないし同一視されるが、正確には両者は異なる概念である。#字形を参照。
もともとは15世紀のイタリア・ヴェネツィアで聖書の紙面スペースを節約するために考案されたのが「イタリック」の由来である。当初は手書き（筆記体）の本文用書体であった。16世紀に金属活字となって普及した。しかし17世紀以降は本文はもっぱら立体（正立した書体）を用いることが一般的になった。
現在では立体などと共にフォントの属性を成し、文章の中で語を強調したり周囲と区別したりするなどの補助的な用途に用いられることが多い。他言語の単語であることを示すためにも使われる。

## 字形
下記の上段に立体、下段にイタリック体を示す（文意はパングラム）。
比較のため、立体を傾けただけの斜体（オブリーク体（en:Oblique type））で同じ文を示す。
イタリック体の小文字の形は、ストロークの端が次の文字に続くような丸みを帯びている。書体によって多少の差異が見られるが、多くの書体では右図に具体的に示したように、次のような特徴をもつ。
- a の上部の弧（ターミナル）がない。

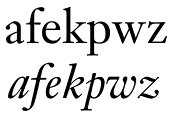
立体とイタリック体で特に字形の異なる文字

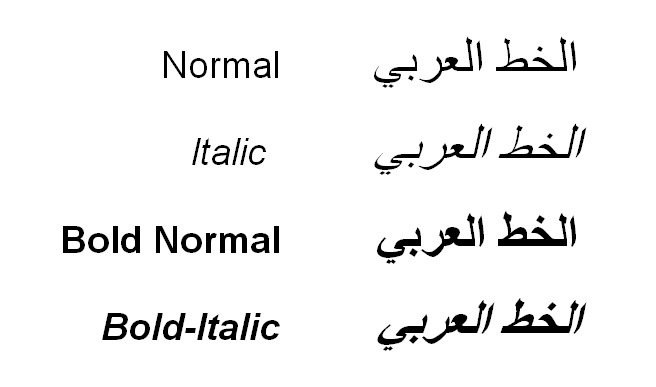
アドビアラビア語フォント（ノーマル、イタリック、ボールド、ボールドイタリック）の4つの図形

- f がディセンダ（ベースラインより下に伸びる部分）をもつ。
- g の下部の丸みがつながらない。
- w や v の下部が丸みをもつ。

筆記体から派生しているのでストロークの終わりのセリフを欠くことが多々あり、セリフをもつ場合も立体のような左右2方向に広がるものではなく、片側だけにセリフを形成する場合が見られるのも特徴である。
上記のような特徴を立体にもたせて立体イタリック (upright italic)と呼ばれる書体を作ることもできる。イタリック体と斜体は一般的には同一視されることもあるものの、字形を考える上ではまったく異なる概念であると考えたほうがよい。
セリフをもたないサンセリフ書体には、上記のような特徴をもたないものも多く、そのような場合は単に斜体にしたフォントをイタリック体とすることがある。それらでは、イタリック体と斜体との見た目上の区別は失われる。Gill Sansなど、サンセリフであっても字形の異なるイタリック体を別途用意している書体もある。
大文字については、イタリック体と（ローマン体の）斜体に顕著な差はない。

## 歴史
イタリック体の起源は、ニッコロ・ニッコリの1420年頃の筆記書体に見出すことができる。この書体のもつ特徴が好まれるようになると、まもなく現在のイタリック体の特徴をはっきり備えた書体がヴェネツィアの教皇庁尚書院で公的に（教皇書簡や外交書簡用に）用いられるようになった。この書体は「チャンサリー・カーシブ」（イタリア語: cancelleresca corsiva、英語: chancery cursiveまたはchancery hand）と呼ばれる。
このチャンサリー・カーシブを基にしてフランチェスコ・グリフォが彫った活字は、1501年、アルドゥス・マヌティウスの印刷工房で、1ページに多くの文字を詰め込み印刷物を小型化する目的で初めて使用された。この時の活字は、現在のイタリック体の書法とは異なり、大文字にアセンダラインよりも高さの低い立体を用いていた。
フランチェスコ・グリフォとアルドゥス・マヌティウスの書体は広く普及し、後世アルダイン・イタリック（「アルドゥスのイタリック」の意）と呼ばれるようになったが、当時から人気はとても高く、頻繁にかつ不正確に模倣された。ヴェネツィアの元老院はアルドゥスに独占使用権を認め、当時の教皇もその権利を確認したものの、模造品の使用は絶えなかった。
やがてこの書体はフランスにも伝わり、「イタリック」（イタリアの）書体と呼ばれるようになった。1540年代にクロード・ギャラモンなどが大文字を傾かせたイタリック体を使うようになり、以後定着した。同じ頃パリの活字父型彫刻師ロベール・グランジョンが字形を調整して書体を完成させていった。1560年頃、アントウェルペンの活字父型彫刻師フランソワ・ギュヨは立体とイタリック体の調和を目指し、立体活字の中で使えるイタリック体を用意した。こうした流れの中で、16世紀末以降イタリック体は立体に随伴する補助的な書体として、下に示すような用法を獲得していった。

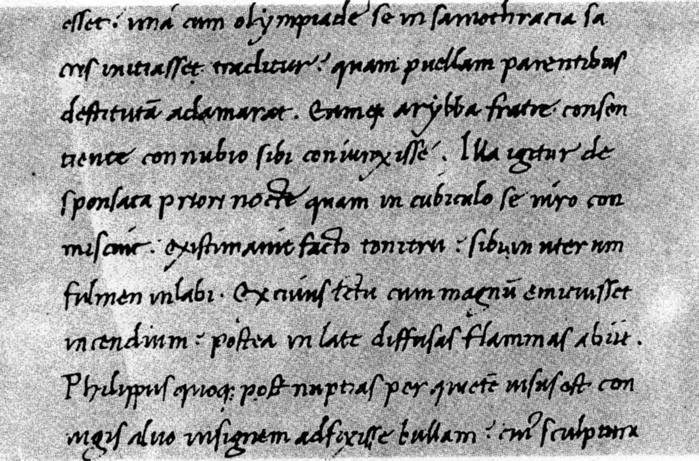
ニッコロ・ニッコリの筆記書体。イタリック体の原型となったとされる[8]。1420年頃。
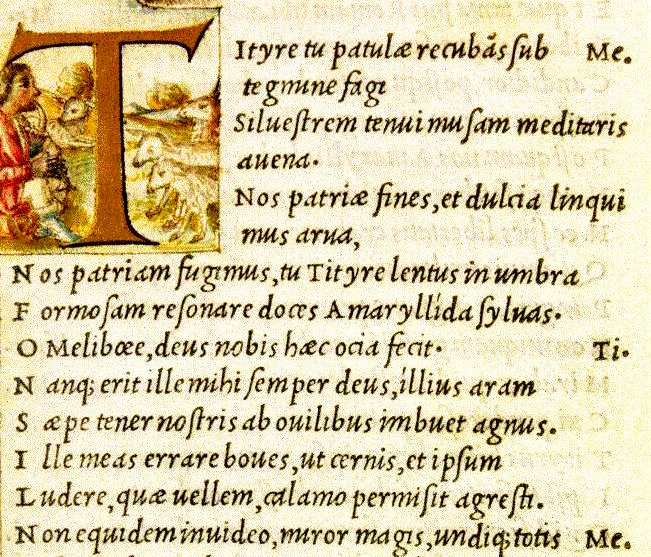
アルドゥス・マヌティウスが印刷したウェルギリウスの叙事詩。1501年。
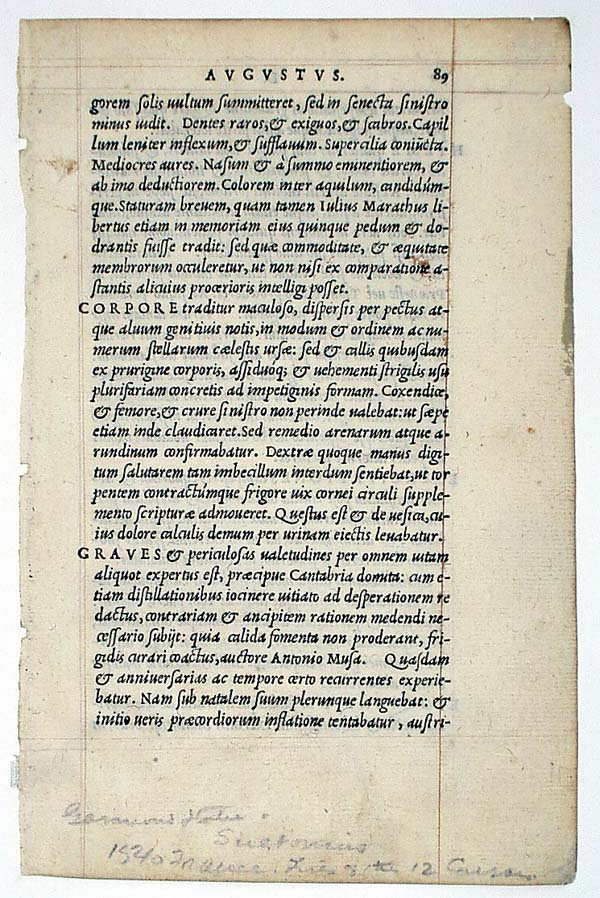
ギャラモンのイタリック体を用いてフランスで印刷されたスエトニウスの『ローマ皇帝伝』。1540年。

## 用法
欧文では、イタリック体は以下のような場面で用いられる。なお強調や題名などの用法は、和文の鉤括弧などの引用符の用法に似る。
- 語の強調や注意の喚起（初回の登場）
- 引用箇所の明示
- 船名
- 出版物名（本の題名など）
- 法律的事件の名。
- 遺伝子・酵素の名。
- 属名以下（生物学）→下記を参照。
- 物理量の記号→下記を参照。これに対して、単位記号は立体（ローマン体）を用いる。
- 変数→下記を参照。
- 数学の定理の名前、ステートメント（数学の論文などに多い）。
- 他国語。例えば英文中にフランス語やラテン語や日本語が現れる場合など[注釈 2][注釈 3]。
- 言葉を記載どおりの意味で受け取ってはいけないということを示す表記。皮肉など。
- 各段落（各項）の先頭の題名（リード）をイタリック体で表す流儀もある（短文などで）。

イタリック体で書かれた文中に上に示したような箇所が現れた場合は、逆に立体に戻される。
イタリック体が存在しない書体では、代わりに斜体を用いる。タイプライターや手書き文章など、イタリック体・斜体のいずれも用いるのが困難な環境では、下線や引用符でもって代えることがある。

### 生物学分野
生物学における学名のうち、属名以下（種名・種小名など）は、地の文と区別するためにイタリック体で表記し、それ以外（科以上の階級）は立体を用いる。

### 自然科学・工学分野
変数（内容の変化する関数、作用素、物理定数を含む）、すなわち内容が変化するものを表す記号は、イタリック体で表記することが、国際標準化機構 (ISO)、日本工業規格 (JIS)、日本物理学会などによって定められている。ギリシャ文字（大文字・小文字）も例外ではない。国際単位系 (SI) では、物理量の記号は、イタリック体（斜体）で表記することが「推奨」されている。

#### 固有名
これに対して、固有もしくは内容が変化しない記号（単位記号、SI接頭語を含む）は立体で表記することが定められている。固有の関数名（log, sin, exp など）、演算記号（lim）、数学定数（円周率 π, 虚数単位 i など）も同様である。
例：{\displaystyle \mathrm {e} ^{\mathrm {i} x}=\cos x+\mathrm {i} \sin x}

#### 慣用表記
しかしながら従来からの慣用として、数学の分野では、円周率 π, 虚数単位 i, ネイピア数 e, 微分作用素 d などでイタリック体が用いられることが少なくない。
例：{\displaystyle e^{ix}=\cos x+i\sin x}
ギリシャ文字大文字の変数では立体が用いられることが少なくない（例：Θ）。
ベクトル変数・行列変数・テンソル変数の表記について下記の様々なスタイルが見られ、立体が用いられることが少なくない。
- {\displaystyle {\boldsymbol {y}}=A{\boldsymbol {x}}} （ベクトルは太字化）
- {\displaystyle {\boldsymbol {y}}={\mathsf {A}}{\boldsymbol {x}}} （ベクトルは太字化、行列・テンソルはサンセリフ立体）[13]
- {\displaystyle \mathbf {y} =\mathbf {Ax} } （ベクトル・行列・テンソルは、太字立体）[注釈 4]
- {\displaystyle {\vec {y}}=A{\vec {x}}} （ベクトルは矢印を加えて示す）

かつての日本の中学・高校の教科書では、リットルの表記にイタリック体や筆記体のエル（l, ℓ）が用いられているものがあった。詳しくはリットル#ℓ から L へを参照。

### ウェブページ
HTML4.01まで、i 要素が文書あるいはその一部をイタリック体で表示するために用いられており、そのため2024年現在でも一般的にウェブブラウザは i 要素の中身をイタリック体 (ないし斜体) で表示する。
HTML5では、分類学上の名称、専門用語、他言語の慣用句、思考の内容、船の名前といった、印刷物であれば意味論的にイタリックを使う場面で i 要素を使うことができる。変数を示す var 要素も通常斜体またはイタリック体で表示される。

### 括弧
スタイルガイド The Chicago Manual of Style (15th edition) は、括弧のフォントは内容ではなく周辺のテキストにあわせるべきだとしている（6.6節）。イタリック体の文字を立体の括弧で囲む際に文字が重なってしまう場合は、小さいスペースを挿入すればよい。

## 書体
メイリオおよびMeiryo UIにおいては、日本語文字のイタリック体として立体と同じ字形が実装されている。このため、CSSを用いて font-style: italic とした場合も立体と同様に表示される。イタリック体が実装されていないわけではないので、font-style: oblique とした場合にもイタリック体を使用するため、立体と同じ字形が表示されることとなる。
ただしMozilla Firefoxのように、専用のフォント処理によって斜体として表示するソフトウェアも存在する。